# ウリャンカイ

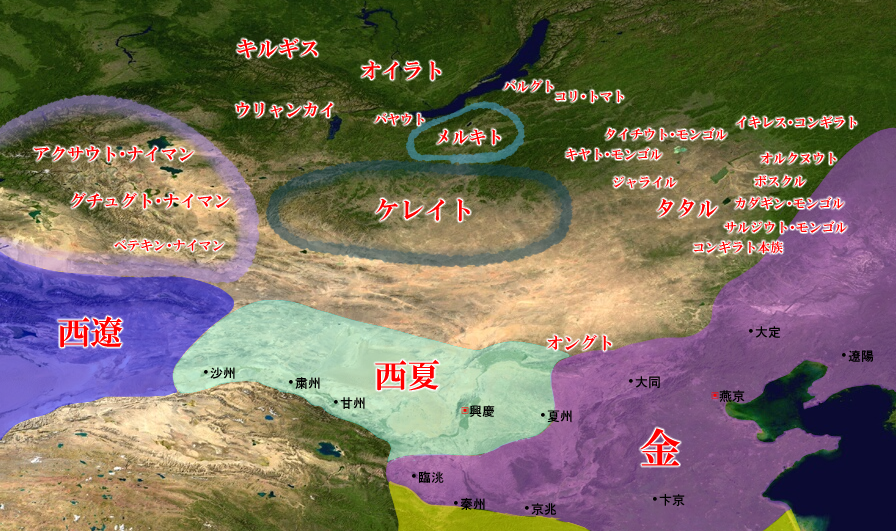
12世紀のモンゴル高原の諸部族

ウリャンカイないしウリヤンカイ（モンゴル語: Урианхай、トゥバ語: Урааңкай、Uryangqai, Uriyangqai）は、モンゴル高原北部周辺にいた民族集団のひとつ。近世・現代モンゴル語ではウリヤンハイ Урианхай Uriankhai となる。中期モンゴル語の複数形はウリヤンカン Uriyangqan 、またはウリヤンカト Uriyangqad 。漢文資料では、『遼史』に嗢娘罕、『元史』『元朝秘史』に兀良哈・兀良孩として表れ、明清代には兀良罕・烏梁海などと書かれた。『集史』には اوريانكقت Ūriyānkqat と書かれる。現在は、モンゴル西部アルタイ山脈周辺（バヤン・ウルギー県、ホブド県など）に多数居住する。

## 概要
ウリャンカイは元来、興安嶺周辺などの中国東北部の北部からシベリア南部一帯の森林地帯に住んでいた狩猟民の凡称であったと考えられる。ツングース語で「トナカイ（oro）を飼育する民」を意味するoroči, oročin, orongqai などの呼称がモンゴル語風に訛ったものとも推測されている（近縁の呼称を持つものとしてはオロチョン族などが考えられる）。
名称が示す民族の範囲は、はっきりとした境目がなく曖昧である。『元朝秘史』によると、モンゴル族の始祖のひとりであるアラン・コアの時代からコリ・トマトなどモンゴルに隣接する部族としてウリャンカイの名が数回出てくる。また、歴史的にトゥバ人 Tuva〜Tuba＞Tuma およびトゥバ共和国の事をタンヌ・ウリャンハイ（漢字表記：唐努烏梁海）と呼んできた。
モンゴル内のトゥバ人はモンチューゴ・ウリャンカイと呼ばれる（トゥバ語でMonchakという）。またモンゴル内（バヤン・ウルギー県およびホブド県）にいる別のウリャンカイの集団はアルタイ・イイン・ウリャンカイ（アルタイ・ウリャンハイ）と呼ばれる。これらは明らかにオイラトを指している。また、サハの旧称の一つはウランカイであった。ロシアの Pavel Nebolsin は1850年にヴォルガ川のカルムイク人のウランクー（Urankhu）一族を記録している。

## 歴史

### モンゴル帝国時代
『集史』ウリヤンカト部族誌では、ウリャンカイを北方の森林地帯に住む「狩猟民ウリャンカイ族」と、モンゴル化され草原地域に進出した「遊牧民ウリャンカイ族」とに二分して説明している。ウリヤンカト部族誌では、もともと「狩猟民ウリャンカイ族」はヒツジもウシもヤクの類いも知らず放牧地も（フェルトの）天幕の住居も知らず、皮製の覆いで生活していたが、たまたま自分達の居住地に迷い込んだヒツジを発見し、やがてそのヒツジやウシの生育場所を探すうちに森林地帯から草原に進出したという、「遊牧民ウリャンカイ族」の起源説話を伝えている。『集史』では、森林地帯に居住し続けている前者の「狩猟民ウリャンカイ族」を、「森のウリヤンカト」（ اوريانكقت بيشه Ūriyānkqat-i bīsha）と呼んでいる。また、この「森のウリヤンカト」はコリ・トマトやキルギスなどとも境を接していたという。モンゴル帝国時代に活躍したウリャンカイ部出身者としては、いわゆる「四狗」（dörben noγas）のジェルメ、スブタイ両名がいる。
上述の「狩猟民ウリャンカイ族」と「遊牧民ウリャンカイ族」の2種類はほぼ現在でも当て嵌まり、前者はソヨン Soyon とも称される「モンゴル・ウリャンカイ」「アルタイ・ウリャンカイ」に、後者は「タンヌ・ウリャンカイ」、トゥバ人らの生活形態に相当する。

### 北元時代
1368年大都の陥落より清朝の成立に至るまでの時代、「ウリャンカイ」と名のる複数の集団が存在していた。

#### ウリャンカイ・トゥメン
『集史』によるとチンギス・ハーンとその子孫たちが葬られたヘンティー山脈の禁地を守護する者は、ウリャンカイ部のウダチ（エグデチ）と呼ばれるアミールであったという。この役目は代々受け継がれ、北元時代には「主（チンギス・ハーン）の黄金の柩を守った、また大きな運命のある国人」としてウリャンカイ（ウリヤンハイ）・トゥメンを構成した。北元時代の「トゥメン」は元の北遷、オイラト帝国の統一と瓦解といった混乱を経て新しく形成されたもので前時代の部族との関係が不明瞭なことが多いが、少なくともウリャンカイ・トゥメンは前代のウリャンカイ部と直接の関係があると見られる。
エセン・タイシが全モンゴリアを統一した頃にはウリャンカイ部の頭目にチャブダン（沙不丹）という者がいて、娘のアルタガルジンをタイスン・ハーン（トクトア・ブハ）の妃としていた。しかしタイスン・ハーンはこれを離縁し里方に帰してしまっていた。後にタイスン・ハーンがエセンとの戦いに敗れてチャブダンの所に逃げ込んだところ、これを恨みに思ったチャブダンは娘が止めるのも聞かずタイスン・ハーンを殺してしまったという。アルタガルジンが生んだタイスン・ハーンの息子は後にモーラン・ハーンとなった。またウリャンカイのホトクトが娘のシキルをバヤン・モンケ・ボルフ晋王に娶せたこと、ゲレセンジェらを生んだダヤン・ハーンの妃の一人がウリャンカイ部出身であったことなども記録されており、ウリャンカイ部がしばしばハーンの妃を輩出する有力な部族の一つであったことが窺える。
長らく分裂状態にあったモンゴルはダヤン・ハーンの登場によって再統一され、さらにダヤン・ハーンは配下の諸集団を六トゥメン（六万戸）に再編成した。ここで、ウリャンカイ・トゥメンはチャハル、ハルハとともに左翼の三万戸を構成し、右翼のオルドス部と対するものとして位置づけられた。上述したようにダヤン・ハーンはその母親と妃がウリャンカイ部出身の人物で、ウリャンカイとハーンの間には強い繋がりがあった。しかしダヤン・ハーンの後を継いだボディ・アラク・ハーンは特にウリャンカイとの繋がりがなく、ウリャンカイ部の立場は変化を余儀なくされ、遂にウリャンカイが反乱を起こすに至った。ウリャンカイはゲゲーン丞相（ゲレバラト丞相）とトクタイ・ハラ・フラト（トロイ・ノヤン）らに率いられて攻撃を仕掛けたが、遂にボディ・アラク・ハーン、アルタン・ハーンらに討ち滅ぼされた。
滅ぼされたウリャンカイの部衆は残る五トゥメンに分割され、一説にはトゥメトのモーミンガン部、オルドスのウラト部とケウケト部はウリャンカイ征服によって増設された部族とされる。ウリャンカイの故地にはゲレセンジェの子孫である外ハルハ諸侯が進出し、清朝が成立するころには北モンゴルの大部分はハルハ部の領地となった。

#### 朶顔衛（兀良哈）
1389年、アジャシュリに率いられて明朝に降伏した集団は明朝より朶顔衛・泰寧衛・福余衛の三衛所に編制され、明朝の人々よりウリヤンハイ三衛（兀良哈三衛）と総称されていた。しかし三衛全体を「ウリャンカイ」と称するのは明側の誤解で、実際にウリャンカイ人によって構成されるのは朶顔衛のみであった。朶顔衛首長の家系はチンギス・ハンに仕えた四駿四狗の一人、ウリャンカイ部のジェルメを始祖としており、モンゴル帝国時代に分かれたウリャンカイ部の一派の末裔であると見られる。
朶顔衛は三衛の中では唯一滅亡を免れて存続し、清朝の支配下に入った。内蒙古六盟の一つ、ジョソト盟に屬するハラチン旗・トゥムド左旗は実際には朶顔衛の後身である。

#### オランカイ（兀良哈）
李氏朝鮮では北方に居住する異民族の一部を、明朝における「ウリャンカイ」の音写と同じ漢字で表記し、「兀良哈（オランカイ）」と称していた。しかし、これはモンゴルのウリャンカイ部とは無関係な女直の一派で、明朝からは野人女直、清朝からは東海三部と称された集団の一つ、ワルカ部に相当する集団である。
居住地は主に豆満江流域で、明朝からは毛隣衛と呼ばれていた。文禄・慶長の役において加藤清正がその一部と交戦したことでも知られる。
なお、北朝鮮の朝鮮中央通信は日本のことを島オランケども（섬오랑캐들）と呼んでいる。

#### タンヌ・ウリャンハイ
現代のトゥヴァ共和国に相当する地域もまたウリャンハイ（烏梁海）と呼ばれており、清朝の時代にはタンヌ・ウリャンハイに組織されていた。「烏梁海（ウリャンハイ）」という名称はガルダン・ハーンの侵攻以前に、この地域がハルハ部のウリャンカイ・オトクを領するサム・ブイマの一族の管轄下にあったことに由来する。

### ダヤン・ハーンの六トゥメン

#### 左翼
- チャハル
- ハルハ
- ウリヤンハン

#### 右翼
- オルドス部
- トゥメト
- ヨンシエブ